# Simon Baudichon
Simon Baudichon, bekannt als Simon Baldichius (* im 16. Jahrhundert; † 1584), war ein französischer Arzt, der ursprünglich aus dem Bistum Le Mans stammte. Laut Guillaume Du Val (1572–1646) stammt er aus der Champagne oder, laut Mémoire historique et littéraire sur le Collège Royal de France, könnte sein Geburtsort Sens gewesen sein. Er war von 1567 bis 1577 Professor am Collège royal.

## Leben
Nach seinem Bachelor-Abschluss am 12. März 1554 erhielt er seine Lizenz von der Fakultät für Medizin in Paris am 18. März 1555 mit einer Dissertation mit dem Titel: An ex suppressis hæmorroïdibus glabrities ? (Est-ce que la suppression des hémorroïdes entraîne la perte du système pileux?) 1556 erhielt er die Doktorwürde.
1568 schuf Karl IX., „immer voller Wohlwollen gegenüber seinem königlichen Kollegium“, einen zweiten Lehrstuhl für Medizin zugunsten von Simon Baudichon.
Da Simon Baudichon jedoch zum Calvinismus übergetreten war, wurde er am 30. Juni 1568 vor den Generalstaatsanwalt des Königs geladen, um zusammen mit Petrus Ramus und anderen Professoren angehört zu werden. Am 8. Oktober 1570 erhielt die Universität im Anschluss an den Frieden von Saint-Germain ein Patent, welches das Recht, an der Universität zu lehren, auf Katholiken beschränkte. Jacques Charpentier, Dekan der medizinischen Fakultät, ließ Simon Baudichon und fünf weitere protestantische Doktoren ausschließen. Baudichon und seine Kollegen wurden von Karl IX. selbst wieder eingesetzt; am 17. Mai 1571 erhielten sie von ihm neue Patentbriefe, mit denen sie in allen ihren Rechten rehabilitiert wurden. Die medizinische Fakultät musste sie wieder einstellen, hat sie aber von der Erteilung von Unterricht „befreit“.
Baudichon blieb bis 1577 Lehrer am Collège Royal.